# Daniel Ribeiro
Daniel Ribeiro (São Paulo, Brasil, 20 de maig de 1982) és un director de cinema, productor i guionista brasiler.
Amb una extensa trajectòria com a realitzador de curtmetratges és conegut pel seu treball a Café com Leite (2007) i Eu Não Quero Voltar Sozinho (2010) i, especialment, pel seu premiat llargmetratge Hoje Eu Quero Voltar Sozinho (2014).
Fins a 2018 ha rebut 48 premis en festivals cinematogràfics com la Berlinale, el Festival de Sant Sebastià o el L.A. Outfest.

## Ressenya biogràfica
Nascut i resident en Sao Paulo, el debut cinematogràfic de Ribeiro va tenir lloc en 2004 amb el curtmetratge Seja Feita a Vossa Vontade.
Durant 2007 va codirigir el curtmetratge A Mona do Lotação juntament amb Eduardo Mattos. El mateix any va estrenar Café com leite, un curtmetratge que mostrava un nou model de família en el qual dos homes que han de fer-se càrrec d'un nen, va obtenir els seus primers premis en festivals cinematogràfics.
El 2010 va filmar el curtmetratge Eu Não Quero Voltar Sozinho que va obtenir un fort impacte en YouTube amb més de 5.000.000 de reproduccions. Amb la seva temàtica, centrada en un estudiant d'institut cec que s'enamora del seu nou company de classe davant de la gelosia de la seva amiga, va obtenir 21 reconeixements en festivals de cinema de temàtica LGBT.
Posteriorment, en 2014, amb el mateix elenc, un nou tractament i noves subtramas, Ribeiro va debutar en el llargmetratge amb Hoje Eu Quero Voltar Sozinho. Novament va obtenir un ampli nombre de distincions en festivals com la Berlinale, el Festival de Cinema de Sant Sebastià o el L. A. Outfest.

## Filmografia
- Seja Feita a Vossa Vontade (curtmetratge) (2004)
- A Mona do Lotaçao (curtmetratge) (2007)
- Café com Leite (curtmetratge) (2007)
- Eu Não Quero Voltar Sozinho (curtmetratge) (2010)
- Hoje Eu Quero Voltar Sozinho (2014)
- Love Snaps (curtmetratge) (2016)

## Distincions
Hoje Eu Quero Voltar Sozinho (2014)
- Athens International Film Festival (Premi del Públic, 2014)
- Festival de Cinema de Berlín (Premi Fipresci i Premi Teddy, 2014)
- Festival de Cinema Iberoamericà de Huelva (Colón de Plata, 2014)
- Festival Internacional de Cinema de Sant Sebastià (Premi Sebastiane,2014)
- Guadalajara International Film Festival (Premi del Públic, 2014)
- Honolulu Rainbow Film Festival (Premi Jack Law, 2014)
- L. A. Outfest (Premi del Público, 2014)
- Nova York Lesbian and Gay Film Festival (Premi del Públic, 2014)
- Peace & Love Film Festival (Premi del Jurat, 2014)
- San Francisco International Lesbian & Gay Film Festival (Premi del Públic, 2014)
- Torino International Gai & Lesbian Film Festival (Premi del Públic, 2014)

Love Snaps (2016)
- Rio de Janeiro International Film Festival (Premi Félix, 2016)